# Jakov Buratović
Jakov Buratović (španj. Santiago Buratovich) (Vrbanj, 1846. – Buenos Aires, 1909.) bio je hrvatski iseljenik, koji je kao inženjer i vojnik slavu stekao u Argentini.

## Životopis
Rodio se 1846. godine u Vrbanju na otoku Hvaru. Vrlo mlad odlazi u Egipat na gradnju Sueskog kanala. Nakon toga je otišao u Argentinu, gdje je dobio posao u inženjerijskoj tvrtci argentinske vojske koja je postavljala telegrafske linije, gdje se istakanuo trasiranjem telegrafskih linija po unutrašnjosti Argentine.
Za vrijeme predsjedništva Nicolása Avellanede, ratni ministar Adolfo Alsina povjerio mu je 1876. godine mjesto čelnu poziciju u izgradnji argentinskog telegrafa. U argentinsku je povijest ušao kao stručnjak koji je telegrafskom žicom spojio Buenos Aires i Rosario. Sudjelovao je i u borbama oko Osvajanja argentinskog juga (španj. Conquista del Desierto).
Sukobljavao se s indijanskim plemenima te je izgradio brojne utvrde na jugu Bahije Blance, između ostalih, Arroyo Seco, Pescado i Vanguardia. Pri jednom je takvom sukobu ostao bez radnika, i pokazavši vrlo dobar karakter, Buratović je dobio čin bojnika (Mayor Buratovich).
Umro je i pokopan 1909. godine u Buenos Airesu.

## Nasljeđe
Vlasti su mu se odužile imenovavši njegovim imenom trg Plaza Buratovich u Rosariju i željezničku postaju u blizini Bahíe Blance.
Jedno mjesto nedaleko grada Bahia Blanca nosi njegovo ime – Mayor Buratovich.
Prvi je Hrvat koji se spominje u argentinskoj provinciji Santa Fe. Smatra se da su upravo zahvaljujući njemu mnogi Hvarani postali vlasnici ponajboljih farmi. Zanimljivo je to da je jedna skupina hrvatskih iseljenika i činila većinu stanovništva gradića Acebala pokraj Rosarija.

### Knjige
- Perinić, Ljeposlav. 1998. Hrvati u Argentini.   Šakić, Vlado; Jurčević, Josip (ur.). Budućnost iseljene Hrvatske. Institut društvenih znanosti "Ivo Pilar". Zagreb. str. 277–286